# Ciermięcice
Ciermięcice (do 2009 też Ciermęcice, cz. Trmantice, niem. Türmitz, dawniej Tirmanz, Termitz) – wieś w Polsce położona w województwie opolskim, w powiecie głubczyckim, w gminie Głubczyce.
W latach 1975–1998 miejscowość administracyjnie należała do ówczesnego województwa opolskiego.
Nazwa wsi została formalnie ustalona w 2009 (wcześniej funkcjonowała też nazwa Ciermęcice).

## Przyroda
Wioska obejmuje Obszar Chronionego Krajobrazu Rejon Mokre – Lewice. Leży na terenie Nadleśnictwa Prudnik (obręb Prudnik). Przez wieś przepływa Potok Ciermięcicki (cz. Trmantický potok lub „Thirmický potok”), lewy dopływ Opawy w Krnowie. W kierunku wsi Bliszczyce znajduje się wzniesienie Barania Kopa (też Ciermięcicka Góra, tzw. Czeska Góra lub Czeska Górka, cz. Obecní kopec, niem. Gemeinde Berg) o wysokości 411,3 m n.p.m. Barania Kopa jest na szlaku turystycznym im. Bronisława Juzwiszyna. W latach 1742-1959 przez jej szczyt przebiegała granica państwa i od 1959 cała należy do Polski. W latach 80. i 90. znajdował się tutaj długi na 300 metrów wyciąg orczykowy.

## Transport
W wiosce jest drogowe miejsce przekraczania granicy Ciermięcice – Karniów z Czechami dla samochodów do 3,5 t.